# María Francisca Atlántida Coll Oliva
María Francisca Atlántida Coll Oliva, dite aussi Atlántida Coll de Hurtado ou Coll-Hurtado, née à Dakar le 28 mai 1941, est une géographe, chercheuse et professeure mexicaine de l'université nationale autonome du Mexique (UNAM). Elle est notamment connue pour avoir publié le Nouvel Atlas national du Mexique (Nuevo Atlas Nacional de México), ouvrage dans laquelle la chercheuse a coordonné le travail de 50 universitaires issus de 40 institutions.

## Biographie
Átlantida Coll est la fille de la géographe et historienne espagnole (naturalisée mexicaine) Josefina Oliva Teixell et de l'avocat Antonio Coll Maroto. Tous les deux sont des exilés républicains de la Guerre civile espagnole, qui les fait fuir leur pays en 1939 vers la France. En raison de la politique de la France de Vichy, le couple se rend ensuite au Sénégal, où María Francisca naît à l'hôpital civil de Dakar. La famille arrive au Mexique en 1941,.
Mariée à l'urologue Luis Manuel Hurtado Olmedo, elle signe ses travaux Atlántida Coll de Hurtado, ou Coll-Hurtado.
Au fil du temps, la professeure est devenue une des géographes les plus reconnues de son pays.

## Formation
Átlantida Coll Oliva étudie la géographie à la Faculté de philosophie et de lettres de l'UNAM, où elle obtient une licence en 1965. En 1967, elle entre à l'Instituto de Geografía en tant qu'assistante de recherche et en 1972, elle obtient une maîtrise, spécialisée en géomorphologie. Elle soutient son doctorat en 1972 avec une thèse portant sur l'agriculture et la géographie au Mexique, thèse publiée sous forme de livre en 1982 et 1985.

## Carrière
Elle consacre ses premières années de chercheuse, entre 1967 et 1971, à la géomorphologie, ce qui fait d'Atlántida Coll une initiatrice des études géomorphologiques au Mexique à la suite de son directeur de licence Gilberto Hernández Corzo (1903-1991),. De même, en utilisant les techniques de photo-interprétation pour ses analyses de géomorphologie, elle contribue à lancer cette méthode au Mexique. Son travail a conduit à l'élaboration de l'Atlas national du Mexique et du Nouvel Atlas national du Mexique, salué comme étant un ouvrage de référence.
En 2005, elle publie Geografía económica de México (2005), qui synthétise les caractéristiques de chacun des secteurs de l'économie mexicaine. Elle y fait un diagnostic de la situation du pays, entre le tiers-mondisme et l'économie émergente, et de sa situation dans le contexte de l'économie mondiale actuelle.
Elle contribue à faire connaître au Mexique les travaux du géographe français Pierre George, sur lequel elle coordonne en 2009 un ouvrage : Una vida entre valles y colinas. Pierre George : un hommage.
Elle est membre du Sistema Nacional de Investigadores (es) mexicain depuis 1986, une distinction accordée par le Conseil national de la science et de la technologie (CONACyT) du Mexique, dont elle détient la catégorie la plus élevée (niveau III) depuis 1995.

## Prix et reconnaissances
- Médaille de doctorat Gabino Barreda (1983)[5]
- Médaille Benito Juárez décernée par la société mexicaine de géographie et de statistique (2002)[5]
- Médaille panamericane de Cartographie de l'Institut panamericain de géographie et histoire, 2009[1],[4]
- Chercheuse émérite de l'Institut de Géographie de l'UNAM, 2011[1],[5]
- Prix International Geocrítica de l'université de Barcelone, Espagne, 2014[1],[5]
- Doctorat Honoris Causa de l'UNAM, 2017[4].

## Principales publications
- (es) Atlántida Coll de Hurtado, Fotointerpretación geomorfológica del cordón de dunas de la Laguna del Marqués Éstado de Veracruz., Mexico, Universidad Nacional Autónoma de México, 1969, 25 p. (LCCN 70550792)

- (es) Atlántida Coll de Hurtado, El suroeste de Campeche y sus recursos naturales, Mexico, Universidad Nacional Autónoma de México, Instituto de Geografía, 1975, 84 p. (LCCN 76469714)
- (es) Atlántida Coll de Hurtado, Es México un país agrícola? un análisis geográfico, Mexico, Siglo Veintiuno Editores, 1982, 214 p. (ISBN 9682311497)
- (es) Atlántida Coll-Hurtado, Nuevo atlas nacional de México, Mexico, Universidad Nacional Autónoma de México, Instituto de Geografía, 1990, 430 p. (ISBN 978-970- 32-5047-9)
- (es) Atlántida Coll de Hurtado, México, una visión geográfica, Plaza y Valdes, 2000, 137 p. (ISBN 9683680909)
- (es) Atlántida Coll-Hurtado, Geografía Económica de México, México, Instituto de Geografía, UNAM, Colección Temas Selectos de Geografía de México (II.3), 2005, 146 p. (ISBN 9703228232)
- (es) Atlántida Coll-Hurtado, Una Vida entre valles y colinas : Pierre George : un homenaje, Universidad Nacional Autónoma de México. Instituto de Geografía, 2009 (ISBN 978-607-02-0674-0 et 607-02-0674-6, OCLC 804486789, lire en ligne)